# Bernd Rüschoff
Bernd Rüschoff ist ein deutscher Anglist und Linguist mit Schwerpunkt Angewandte Linguistik und Fachdidaktiker sowie Medienwissenschaftler.

## Leben
Rüschoff studierte von 1973 bis 1977 an der Westfälischen Wilhelms-Universität Münster die Fächer Englisch und Russisch auf Lehramt, studierte danach an der University of Alberta in Kanada und promovierte schließlich 1982 an der University of London in Großbritannien. Er lehrte von 1998 bis 2022 – zuletzt als Seniorprofessor – an der Universität Duisburg-Essen und leitete dort im Institut für Anglophone Studien den Bereich Didaktik – Angewandte Linguistik – Technologiegestütztes Sprachenlernen. Zentrale Forschungsschwerpunkte sind die Fremdsprachendidaktik, die Nutzung digitaler Medien im Fremdsprachenunterricht, Prinzipien des Spracherwerb sowie die Korpuslinguistik und deren Potential für fremdsprachliche Lernprozesse. Weitere Arbeitsbereiche sind Bilingualismus und früher Fremdsprachenerwerb sowie Aspekte des Interkulturellen Lernens im Fremdsprachenunterricht. Von 1993 bis 1998 lehrte er als Professor an der Pädagogischen Hochschule Karlsruhe im Fach Englisch. Von 1983 bis 1993 leitete Bernd Rüschoff das Referat Sprachlehre und Sprachlehrforschung im AVMZ (Medienzentrum) der Bergischen Universität Wuppertal.
Im August 2011 wurde Rüschoff zum Präsidenten des Weltverbandes für Angewandte Linguistik – AILA Association Internationale de Linguistique Appliquée gewählt. Dieses Amt hielt er bis zu seinem Ausscheiden aus der AILA Exekutive als Past President bis 2017 inne. Von 2000 bis 2005 war er Präsident von EUROCALL, der European Association for Computer Assisted Language Learning. Von 2006 bis 2012 war er Präsident der Gesellschaft für Angewandte Linguistik e.V.
Im Rahmen seiner Forschungen führte und führt Bernd Rüschoff eine Vielzahl von nationalen und internationalen Projekten zur Nutzung digitaler Medien im Sprachenlernen sowie innovativen Lehr- und Lernkonzepten für das Fremdsprachenlernen durch. Darüber hinaus arbeitet er regelmäßig in mediendidaktischen Projekten des Europarats mit. Für die AILA ist er zudem Mitglied im Professional Network Forum, einem Think Tank des Europäischen Fremdsprachenzentrum des Europarats in Graz. Seit 2018 ist er Mitglied einer Expertengruppe des Europarats, die Aktivitäten im Kontext der Veröffentlichung des CEFR Companion Volume und der aktuellen Weiterungen des Gemeinsamen Europäischen Referenzrahmens für Sprachen begleitet.